# フリートパイ

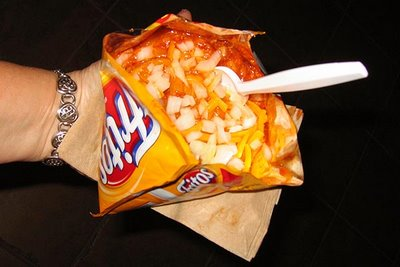
一食用のフリトースの袋に入って提供されたフリトーパイの一種

フリトーパイ（英：frito pie）とはアメリカ合衆国南部、中西部、南西部で人気のある料理であり、基本的に中にはチリ、チーズ、そしてコーンチップ（特にフリトース）が入っている。その他にも、サルサ、フリホレス、サワークリーム、タマネギ、米、ハラペーニョなどが加えられることがある。フリトーパイにはさまざまなバリエーションがある。フリトーパイはキャセロール料理としても作られるが、フードトラックや出店などでは一食分のフリトースタイプのコーンチップの袋の中で色々なトッピングを上に載せる形で提供される。コーンチップの袋の中で作るタイプの別名としては、ペッパーベリーズ (pepper bellies) やウォーキングタコス (walking tacos)、フリトーボート (Frito boats)、テキサスストローハット (Texas Straw Hat)、タコスインバッグ (tacos in a bag) などがある。メキシコでは、よく似た料理としてトスティロコスがある。

## 歴史
フリトーパイの正確な起源は不明だが、いくつかの説がある。一説によると、フリトーパイはフリトレーの創業者であるエルマー・ドゥーリンの母、デイジー・ディーン・ドゥーリンに起源を持つ。この説では、彼女が最初のフリトースを考案した後にいずれかの時点でフリトーパイを思いついたとしている。フリトーパイに関する記述は1932年に設立されたフリトレー自体と同じくらい古くからある。
また、別の説によるとフリトーパイは1960年代になって初めて、ニューメキシコ州サンタフェにあるF.W.ウールワース店舗の軽食コーナー（ランチカウンター）で働いていたテレサ・フェルナンデスによって生み出されたと言われている。
1950年代には、ネル・モリスがフリトレーに入社して公式の料理本の作成にたずさわり、その中にフリトーパイが登場する。

## 調理法
フリトーパイの作り方の一つはフリトースまたは別のコーンチップを大きな平鍋の中でチリやチーズと混ぜ合わせ、キャセロールのようにオーブンで焼くというものである。 フリトーパイにはとても多くのコーンチップが入っているので、チリソースで湿る程度で、ふやけてしまうことはない。簡単に作るには、フリトースを一食用の器に入れ、チリコンカーンを上にかけてからチーズや他のトッピングを載せればよい。

## 種類

### フリトーボートとウォーキングタコス
フリトーパイは時にウォーキングタコスやフリトーボートという名前で呼ばれることもあり、コーンチップの小さな一食用の袋の中で作られる。チリコンカーン、タコスの肉の具、ヒヨコマメ、ポーク・スクラッチング、ペピータなど多彩な具がその上にかけられる。最後に削ったチーズやタマネギ、ハラペーニョ、レタス、サワークリームを載せれば、アメリカ合衆国中西部で言うフリトーボートまたはウォーキングタコスの完成である。オハイオ・ヴァレーでは、この料理は普通タコインバッグと呼ばれている（しかし「ウォーキングタコス」という名称は、少なくとも中西部では広く浸透した言い回しである）。カリフォルニア州南部の多くの地域では「ペッパーベリーズ」として知られている。フリトーパイはスポーツ会場や資金集めのパーティー、ビンゴ大会、私宅開放パーティー、ステート・フェア、露店などで人気である。トスティロコという言葉はティフアナ発祥であり、カリフォルニアで見られる言い回しである。また、ドリトスにちなんだドリロコという言い方もある。

### テキサスストローハット
フリトーパイはテキサス州ではテキサスストローハットと呼ばれることもある。

### トスティロコス
メキシコでは、そのような類の料理としてトスティロコスが知られている。その中身はフリトーパイとは少々異なっている。

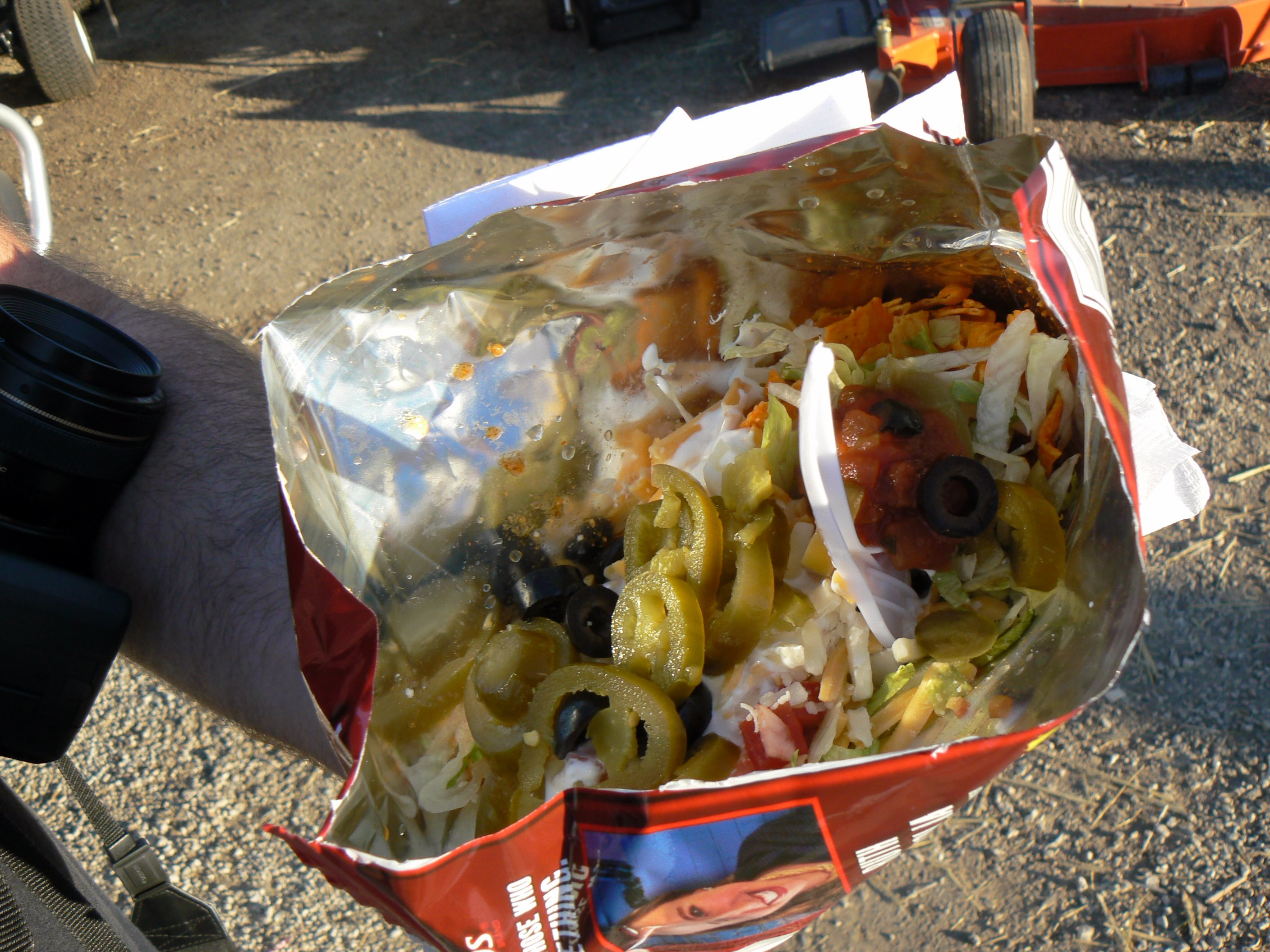
「ウォーキングタコス」の一種
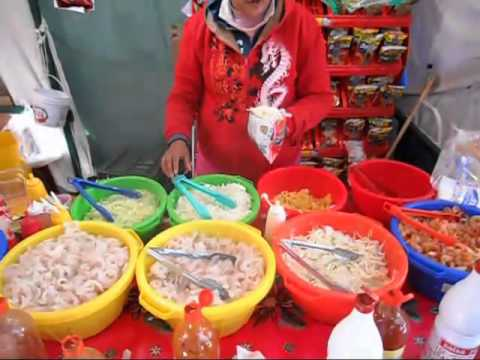
トスティロコスの中身
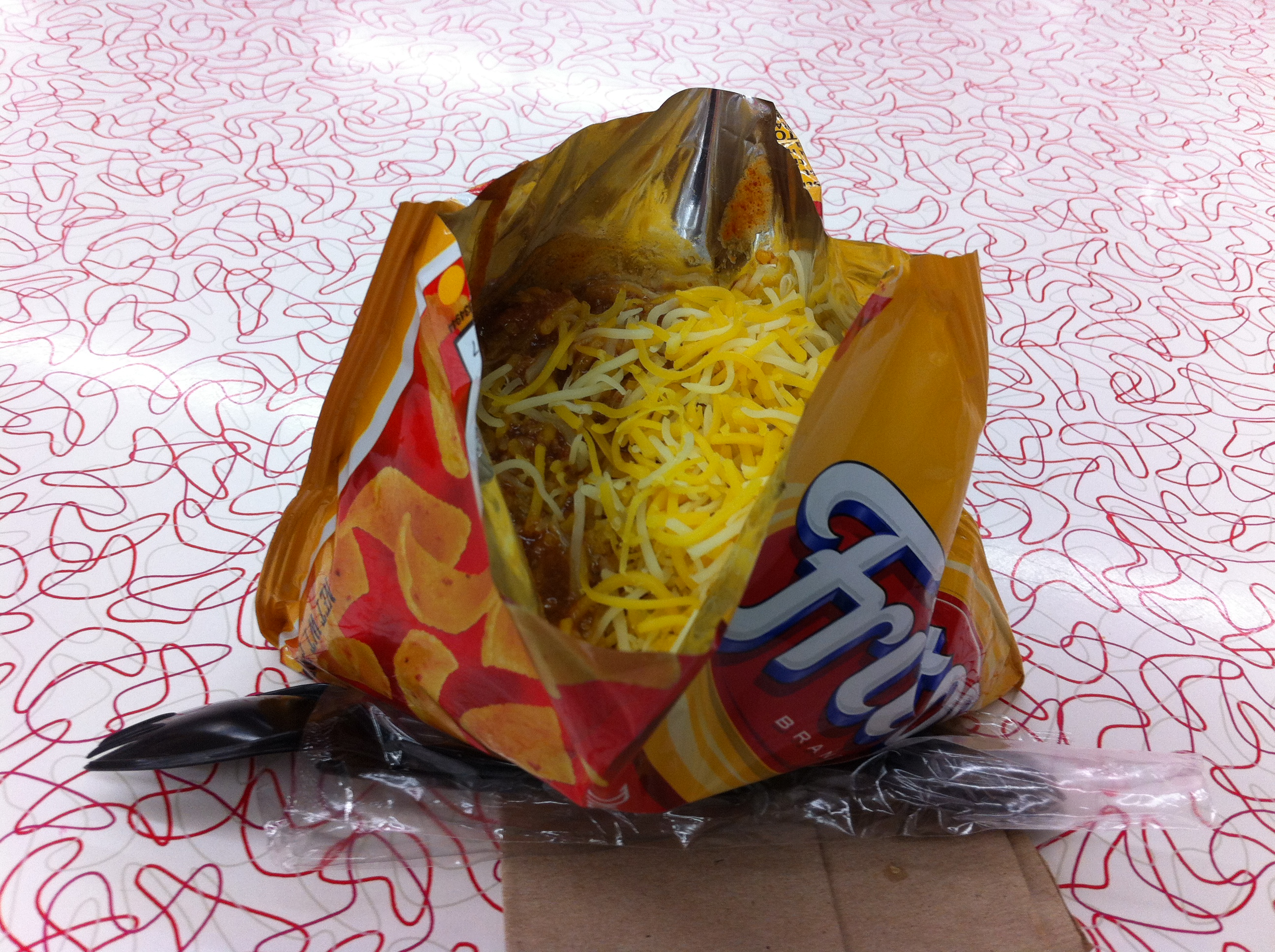
Five & Dime（以前はウールワース社のもの）で作られたフリートパイ、ニューメキシコ州サンタフェにて
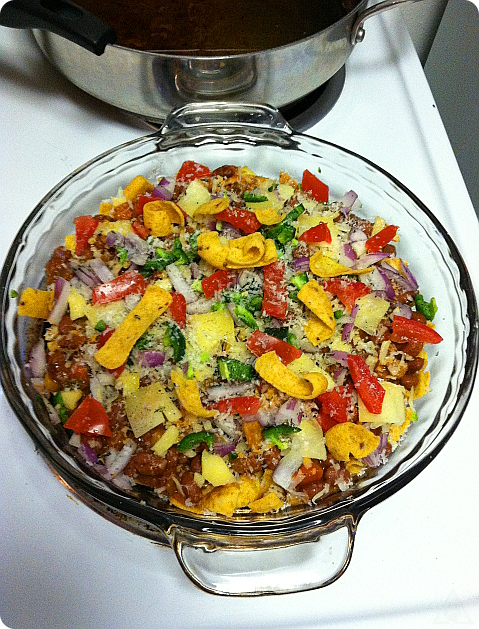
ハラペーニョ、赤たまねぎ、寝かせたチェダーチーズ、パルミジャーノ・レッジャーノを載せたフリートパイ